# Liste der Biografien/Fischer, U
Liste der Biografien |
Portal Biografien |
U Personensuche
# |
A |
B |
C |
D |
E |
F |
G |
H |
I |
J |
K |
L |
M |
N |
O |
P |
Q |
R |
S |
T |
U |
V |
W |
X |
Y |
Z |
?
 
Fa |
Fe |
Ff |
Fh |
Fi |
Fj |
Fk |
Fl |
Fm |
Fn |
Fo |
Fr |
Ft |
Fu |
Fy
 
Fia |
Fib |
Fic |
Fid |
Fie |
Fif |
Fig |
Fih |
Fii |
Fij |
Fik |
Fil |
Fim |
Fin |
Fio |
Fip |
Fiq |
Fir |
Fis |
Fit |
Fiu |
Fiv |
Fix |
Fiz
 
Fisa |
Fisb |
Fisc |
Fise |
Fish |
Fisi |
Fisk |
Fisl |
Fism |
Fiso |
Fisq |
Fiss |
Fist |
Fisu |
Fisz
 
Fisce |
Fisch |
Fiscu
 
Fischa |
Fischb |
Fischd |
Fische |
Fischg |
Fischh |
Fischi |
Fischl |
Fischm |
Fischn |
Fischo |
Fischt
 
Fisched |
Fischel |
Fischen |
Fischer |
Fischet
 
Fischer, A |
Fischer, B |
Fischer, C |
Fischer, D |
Fischer, E |
Fischer, F |
Fischer, G |
Fischer, H |
Fischer, I |
Fischer, J |
Fischer, K |
Fischer, L |
Fischer, M |
Fischer, N |
Fischer, O |
Fischer, P |
Fischer, R |
Fischer, S |
Fischer, T |
Fischer, U |
Fischer, V |
Fischer, W |
Fischer, X |
Fischer, Y |
Fischer, Z |
Fischera |
Fischerk |
Fischerm |
Fischern |
Fischero
Die Liste der Biografien führt alle Personen auf, die in der deutschsprachigen Wikipedia einen Artikel haben. Dieses ist eine Teilliste mit 16 Einträgen von Personen, deren Namen mit den Buchstaben „Fischer, U“ beginnt.

## Fischer, U

### Fischer, Ud
- Fischer, Udo (* 1952), österreichischer Benediktinerpater
- Fischer, Udo von (1868–1938), deutscher Generalmajor

### Fischer, Ul
- Fischer, Ulrich (1889–1950), deutscher Gewerkschafter und Politiker
- Fischer, Ulrich (1915–2005), deutscher Prähistoriker
- Fischer, Ulrich (* 1940), Schweizer Politiker (FDP)
- Fischer, Ulrich (1942–2020), deutscher Politiker (Bündnis 90/Die Grünen)
- Fischer, Ulrich (1949–2020), evangelischer Theologe und Landesbischof der Evangelischen Landeskirche in Baden
- Fischer, Ulrich (* 1971), deutscher Musiker und Komponist
- Fischer, Ulrike (* 1972), österreichische Politikerin (Grüne), Abgeordnete zum Nationalrat

### Fischer, Ur
- Fischer, Urs (* 1966), Schweizer Fussballspieler und FussballtrainerUrs Fischer (* 1966)

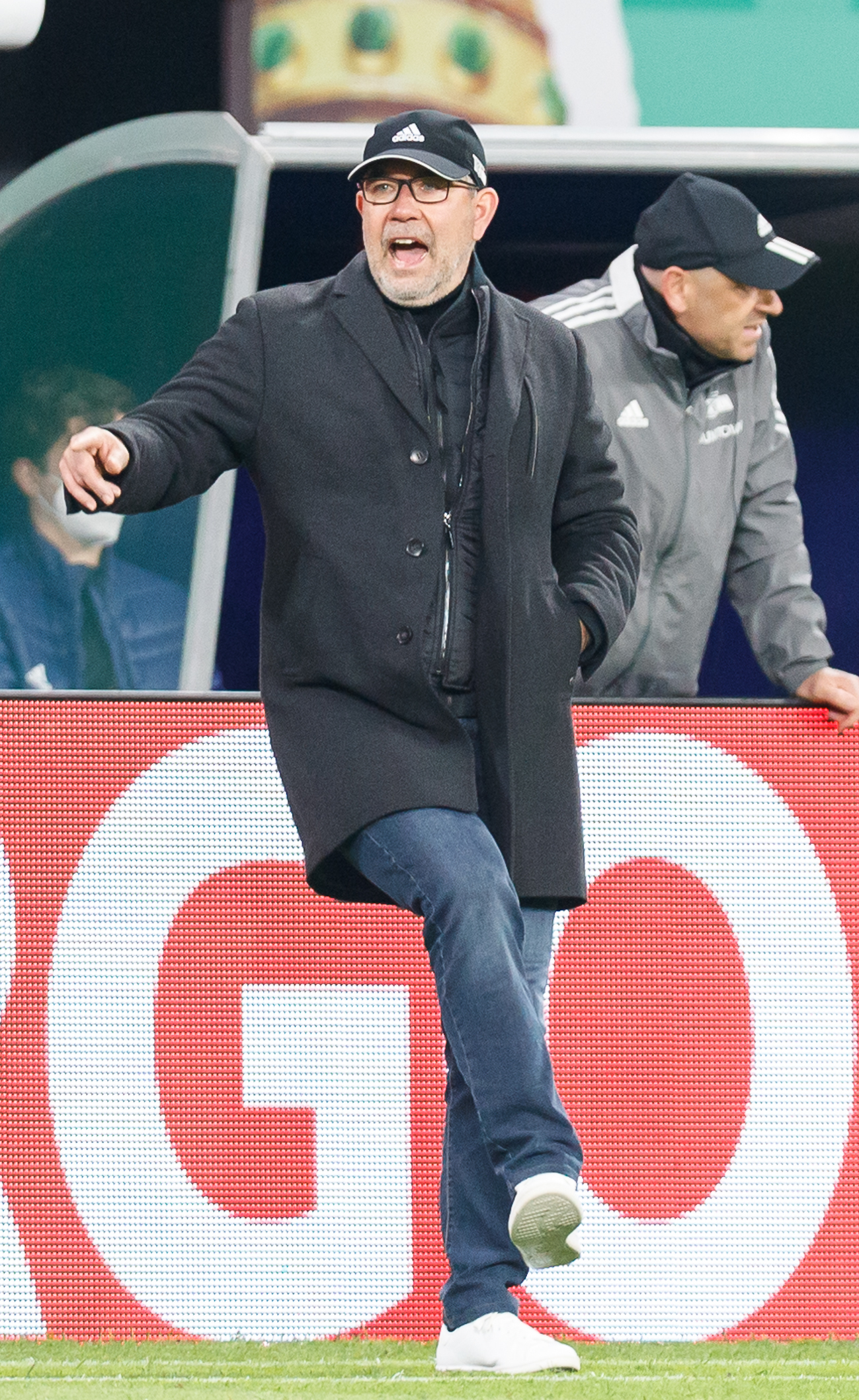
Urs Fischer (* 1966)

- Fischer, Urs (* 1973), Schweizer Künstler
- Fischer, Ursula (* 1952), deutsche Politikerin (PDS), MdV, MdL, MdB

### Fischer, Ut
- Fischer, Ute (* 1943), deutsche Politikerin (SPD), MdL
- Fischer, Utz (* 1964), deutscher Wissenschaftler auf dem Gebiet der RNA-Biologie

### Fischer, Uw
- Fischer, Uwe (* 1967), deutscher Kanute
- Fischer, Uwe (* 1968), deutscher Radiomoderator